# 中華民國駐教廷大使列表
中華民國駐教廷大使是中華民國派驻教廷（聖座）的最高外交使节。
中國自清朝末年便有意與聖座建立外交關係，惟因法國以保教權之勢從中阻撓，致中梵雙方外交關係遲遲未能建立。
中華民國政府與教廷於1942年7月正式建立外交關係。1943年1月26日，因二戰影響，駐教廷首任全權公使謝壽康臨時駐進梵蒂岡城。戰後，公使館自梵蒂岡城遷往羅馬市區。1959年6月公使館升格成立大使館兼駐馬爾他騎士團，謝壽康晉升為首任駐教廷特命全權大使。2005年3月，再遷往協和大道4號大樓，與馬來西亞駐教廷大使館、加拿大駐教廷大使館合署。

## 歷任公使

### 中華民國駐教廷公使（1943年－1959年）
| 姓名   | 到任       | 离任       | 外交衔级 | 外交职务     | 備註         | 備註 |
| ------ | ---------- | ---------- | -------- | ------------ | ------------ | ---- |
| 謝壽康 | 1943年1月  | 1946年9月  | 公使     | 特命全權公使 | 此為大陸時期 |      |
| 吳經熊 | 1946年9月  | 1949年7月  | 公使     | 特命全權公使 | [ 註 1 ]     |      |
| 朱英   | 1949年7月  | 1954年10月 | 參事     | 代办         | 此為臺灣時期 |      |
| 謝壽康 | 1954年10月 | 1959年6月  | 公使     | 特命全權公使 |              |      |

## 歷任大使
1959年6月公使館升格成立大使館

### 中華民國駐教廷大使（1959年至今）
| 姓名   | 到任           | 离任           | 外交衔级 | 外交职务     | 備註     | 備註 |
| ------ | -------------- | -------------- | -------- | ------------ | -------- | ---- |
| 謝壽康 | 1959年6月      | 1966年9月      | 大使     | 特命全權大使 |          |      |
| 沈昌煥 | 1966年9月      | 1969年3月      | 大使     | 特命全權大使 |          |      |
| 陳之邁 | 1969年3月      | 1978年1月      | 大使     | 特命全權大使 |          |      |
| 周書楷 | 1978年1月      | 1991年4月      | 大使     | 特命全權大使 |          |      |
| 黃秀日 | 1991年4月      | 1993年5月      | 大使     | 特命全權大使 |          |      |
| 吳祖禹 | 1993年5月      | 1996年8月      | 大使     | 特命全權大使 | [ 註 2 ] |      |
| 戴瑞明 | 1996年9月      | 2004年1月14日  | 大使     | 特命全權大使 |          |      |
| 杜生   | 2004年1月19日  | 2008年9月15日  | 大使     | 特命全權大使 |          |      |
| 王豫元 | 2008年9月27日  | 2015年12月12日 | 大使     | 特命全權大使 |          |      |
| 李世明 | 2015年12月12日 | 2025年5月9日   | 大使     | 特命全權大使 |          |      |
| 賀忠義 | 2025年5月9日   | 現任           | 大使     | 特命全權大使 | [ 註 3 ] |      |